# Ancala fasciata
Ancala fasciata är en tvåvingeart som först beskrevs av Fabricius 1775.  Ancala fasciata ingår i släktet Ancala och familjen bromsar. Inga underarter finns listade i Catalogue of Life.